# Pueblo dominicano
El pueblo dominicano comprende a los ciudadanos de la República Dominicana y a sus descendientes en el extranjero. Históricamente, el vocablo «dominicano» era el nombre de los habitantes de la Capitanía General de Santo Domingo, la primera posesión de España en América. Los orígenes de la República Dominicana, su gente y su cultura, descansan predominantemente sobre una base europea, con influencias africanas y taínas.
La mayor parte del pueblo dominicano habla español o castellano en su dialecto local, profesa la fe católica y reside en la mitad oriental de La Española, en la República Dominicana, aunque también existen comunidades reseñables en Estados Unidos y en España, fruto de la emigración. La población total de la República Dominicana en 2016 fue estimada por la Oficina Nacional de Estadísticas de la República Dominicana, en 10,2 millones, de los cuales 9,3 millones eran autóctonos del país insular y el resto de origen extranjero. El país tiene una ley de ciudadanía de derecho de sangre.

## Nombre
En el pasado, la República Dominicana era conocida como «Santo Domingo», que es el nombre de su ciudad capital y de su santo patrón, Santo Domingo de Guzmán. Por esa razón, es que sus habitantes fueron llamados «dominicanos». Los patriotas dominicanos llamaron a su nuevo país "La República Dominicana". Durante el Siglo XIX, la República Dominicana era conocida como la "República de Santo Domingo" en las publicaciones que se hacían en idioma inglés.
El primer uso registrado de la palabra «dominicano», se encuentra en una carta escrita por el rey Felipe IV de España en 1625 a los habitantes de la capitanía española de Santo Domingo. En esta carta, que fue escrita antes de los franceses se adueñaran del lado occidental de la isla, el Rey felicita a los «dominicanos» por sus esfuerzos heroicos para defender el territorio de un ataque de una flota Holandesa. Esta carta se encuentra hoy en el "Archivo General de Indias" en Sevilla, España.
Otro nombre que se ha usado para referirse a los dominicanos es el de "Quisqueyanos". En el Himno Nacional de la República Dominicana, el autor utiliza el término "Quisqueyanos" en lugar de dominicanos. La palabra "Quisqueya" es una palabra en lengua taina Taino que significa, "Madre Tierra", o "Madre de todas las Tierras". A menudo, la palabra "Quisqueya" se usa en canciones como otro nombre para el país.

## Genética, ancestralidad y etnicidad

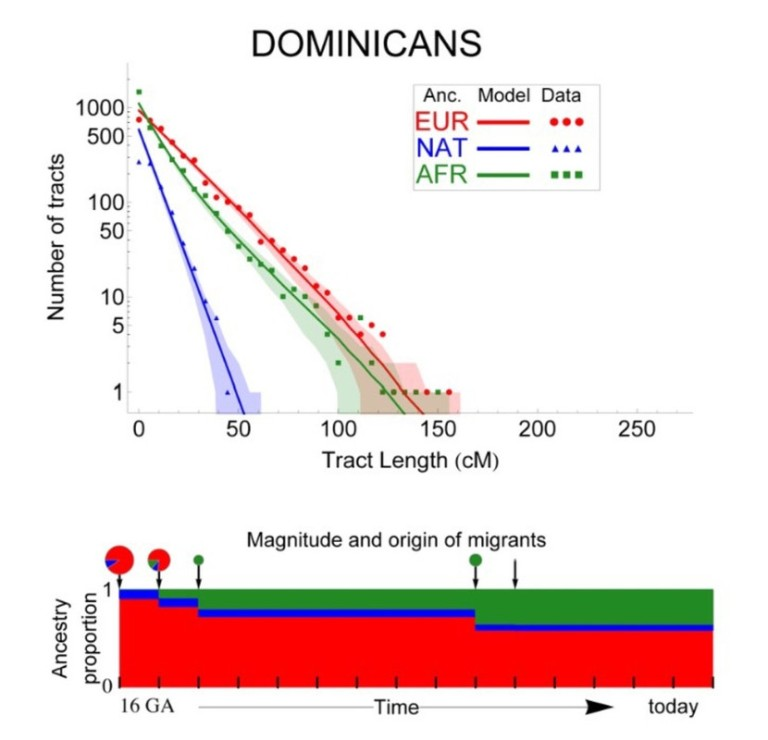
Cronología de la composición genética de la República Dominicana desde hace 16 generaciones atrás (GA) o 500 años, que muestra una población fundacional predominantemente europea y el incremento del aporte africano posteriormente, de acuerdo a un estudio científico publicado por PLOS Genetics.
Durante la mayor parte del periodo colonial, la proporción de cada grupo ancestral en el genoma dominicano era la siguiente: 73 % europeo, 10 % indígena y 17 % africano; con valores similares a la composición genética actual de Cuba (75 %, 4 % y 21 %, respectivamente) y Puerto Rico (70 %, 15 % y 15 %),y con un aporte europeo superior al de Colombia, Honduras. Tras las invasiones haitianas durante la primera mitad del siglo XIX (hace 5-6 GA), el genoma dominicano recibió un importante aporte africano que modificó su genética a: 57 % europeo, 8 % indígena y 35 % africano; disminuyendo la contribución europea a niveles parecidos a los de Colombia y Honduras pero con un aporte africano notablemente superior al resto de las naciones iberoamericanas.
ADN Europeo
ADN Indígena
ADN Africano

En una encuesta de 2022, se le pidió a los dominicanos autoclasificarse étnicamente de acuerdo a su percepción personal, 74%  se percibió mezclado (indio 45%, mulato/moreno 25%, mestizo/jabao 2%), 18% respondió blanco y 8% se identificó como negro. También un 9% declaró que desciende de europeos, 4% de afroantillanos y 3% de norteamericanos.